# Trachycephalus
Trachycephalus, del griego clasico τραχύς (trakhús), "bruto", y κέφαλος (képhalos), "cabeza", es un género de anfibios anuros de la familia Hylidae. El género Phrynohyas se considera sinónimo de Trachycephalus desde la reestructuración del género realizada en 2005.
Se distribuyen por América, desde México hasta el norte de Argentina.

## Especies
Se reconocen las 15 siguientes según ASW:
- Trachycephalus atlas Bokermann, 1966
- Trachycephalus coriaceus (Peters, 1867)
- Trachycephalus cunauaru[3] Gordo, Toledo, Suárez, Kawashita-Ribeiro, Ávila, Morais & Nunes, 2013
- Trachycephalus dibernardoi Kwet & Solé, 2008
- Trachycephalus hadroceps (Duellman & Hoogmoed, 1992)
- Trachycephalus helioi[4] Nunes, Suárez, Gordo & Pombal, 2013
- Trachycephalus imitatrix (Miranda Ribeiro, 1926)
- Trachycephalus jordani (Stejneger & Test, 1891)
- Trachycephalus lepidus (Pombal, Haddad, & Cruz, 2003)
- Trachycephalus macrotis (Andersson, 1945)
- Trachycephalus mambaiensis Cintra, Silva, Silva, Garcia & Zaher, 2009
- Trachycephalus mesophaeus (Hensel, 1867)
- Trachycephalus nigromaculatus Tschudi, 1838
- Trachycephalus resinifictrix (Goeldi, 1907)
- Trachycephalus typhonius (Linnaeus, 1758)